# 佩鲁姆拜卡德
佩鲁姆拜卡德（Perumbaikad），是印度喀拉拉邦Kottayam县的一个城镇。总人口42984（2001年）。

## 人口
该地2001年总人口42984人，其中男性21085人，女性21899人；0—6岁人口4522人，其中男2302人，女2220人；识字率86.34%，其中男性为87.10%，女性为85.62%。